# Ptilinop multicolor
El ptilinop multicolor (Ptilinopus perousii) és una espècie d'ocell de la família dels colúmbids (Columbidae) que habita zones amb arbres i medi urbà de les illes Fiji, Tonga, Niue i Samoa.